# Pipromorphe à poitrine rousse
Leptopogon rufipectus
Espèce
Statut de conservation UICN

 LC  : Préoccupation mineure
Le Pipromorphe à poitrine rousse (Leptopogon rufipectus) est une espèce de passereau de la famille des Tyrannidae,.

## Distribution
Cet oiseau vit dans les Andes, dans une zone allant de la Colombie à l'est de l'Équateur, à l'ouest du Venezuela et au nord du Pérou,,.